# نقولا فتوش
نقولا فتوش (1943 -)، محامي وسياسي لبناني.

## عن حياته
في عام 1967 حصل على شهادة في الحقوق، ودبلوم دكتوراه دراسات عليا في القانون عام 1969، والدكتوراه في القانون من جامعة اكس في فرنسا عام 1971. يعمل أستاذاً لمادة قانون العمل في جامعة القديس يوسف. يعمل مستشار قانوني لعدد من الشركات والمصارف والمؤسسات المالية اللبنانية والأجنبية. كان عضواً في مجلس بلدية زحلة من عام 1991 حتى عام 1998. له مجموعة دراسات في العلوم الجنائية والقانون الدولي العام، كما إنه واضع أنظمة المجالس الرعوية، كما إنه أمين عام للمجلس الرعوي للروم الكاثوليك.

### سياسياً
انتخب نائباً عن أحد المقعدين الكاثوليكيين في زحلة في دورة عام 1992، وأعيد انتخابه في دورات أعوام 1996، 2000، 2005، و2009. كما عين وزيراً في أكثر من حكومة:
- عين في 31 تشرين الأول / أكتوبر 1992 وزيراً للسياحة بحكومة الرئيس رفيق الحريري في عهد الرئيس إلياس الهراوي، وأعيد تعيينه في نفس المنصب بتاريخ 25 أيار / مايو 1995 بحكومة الرئيس الحريري الثانية في عهد الرئيس الهراوي، وبتاريخ 7 تشرين الثاني / نوفمبر 1996 بحكومة الرئيس الحريري الثالثة، واستمر بالمنصب حتى 4 كانون الأول / ديسمبر 1998.
- من 13 حزيران / يونيو 2011 إلى 15 شباط / فبراير 2014 وزير دولة لشئون مجلس النواب بحكومة الرئيس نجيب ميقاتي في عهد الرئيس ميشال سليمان.